# فتح خون
فتح خون نام کتابی است از سید مرتضی آوینی. که در سال۱۳۶۶ نوشته شده‌است.
نویسنده در ده فصل، از رجب سال ۶۰ تا محرم سال ۶۱ هجری را روایت می‌کند.

## موضوع
کتاب از دو بخش، تشکیل شده‌است. در بخش اصلی، تاریخ کربلا (از آخرین روزهای زندگی حسن بن علی تا روز عاشورا) مرور می‌شود و در بخش دوم، «راوی» وقایع تاریخی را تفسیر می‌کند.

## اطلاعات کتاب‌شناختی
کتاب شامل ده فصل است:
1. آغاز هجرت عظیم
2. کوفه
3. مناظره عقل و عشق
4. قافله عشق در سفر تاریخ
5. کربلا
6. ناشئةاللیل
7. فصل تمییز خبیث از طیّب (اتمام حجت)
8. غربال دهر
9. سیاره رنج
10. تماشاگه راز

## نشر کتاب
نویسنده دو فصل ششم و نهم کتاب را در اختیار مجلات سوره و کتاب مقاومت قرار داده بود.
کتاب در سال ۱۳۷۲ توسط نشر ایثارگران، در سال ۱۳۷۹ نشر ساقی و در سال ۱۳۹۰ توسط انتشارات واحه منتشر شده‌است.

## پانوشت‌ها
1. ↑  «یادداشت‌های عاشورایی آوینی در «فتح خون»». مشرق نیوز.
2. ↑  «از «فتح خون» تا «آینه جادو» ی سید مرتضی». خبرگزاری دانشجو.
3. ↑  «معرفی کتاب: «فتح خون»». پایگاه اطلاع‌رسانی حوزه.
4. ↑  «فتح خون (روایت محرم)». مشرق نیوز.